# Bruno Boscherie
Bruno Boscherie, född den 22 februari 1951 i Carpentras, Frankrike, är en fransk fäktare som tog OS-guld i herrarnas lagtävling i florett i samband med de olympiska fäktningstävlingarna 1980 i Moskva.